# Tom Araya

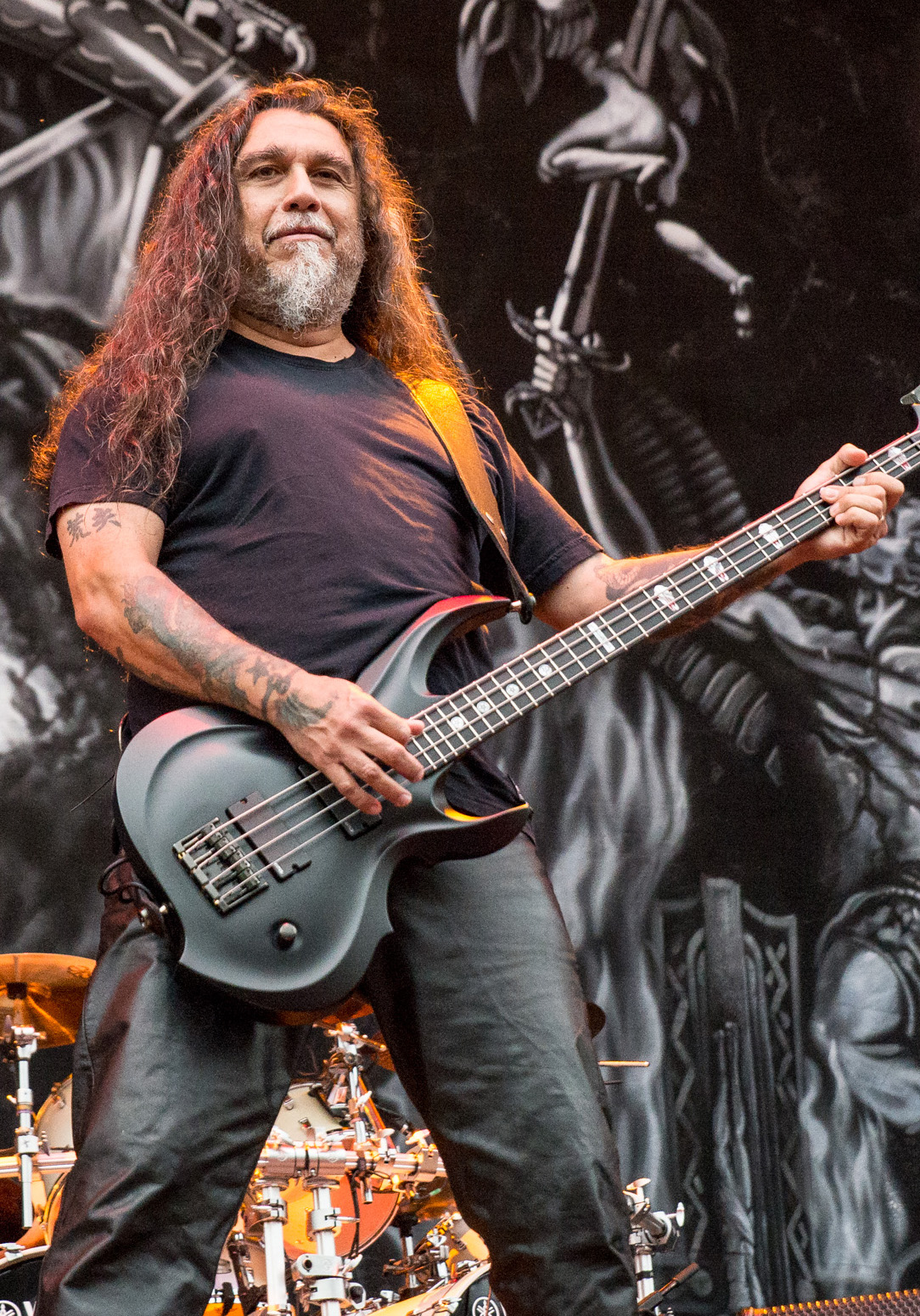
Tom Araya (2016)

Tomás „Tom“ Enrique Araya Díaz (* 6. Juni 1961 in Viña del Mar, Chile) ist ein chilenisch-US-amerikanischer Musiker. Er ist hauptsächlich bekannt als Bassist und Sänger der  Thrash-Metal-Band Slayer.

## Leben
Seine Eltern zogen 1965 mit ihrem Sohn und seinen sechs Geschwistern von Chile nach Los Angeles, da sein Vater dort nach Arbeit suchen wollte. Sie zogen ins Viertel Southgate. Einer seiner Brüder, John, fing an, Gitarre zu spielen. Araya legte sich mit 13 Jahren eine Bassgitarre zu, um mit seinem Bruder jammen zu können. Arayas Bruder John gründete später mit Joey Hanneman, dem Bruder von Jeff Hanneman, die Band Bloodcum, die allerdings erfolglos blieb. John war bis zur Auflösung der Band Bass- und Gitarrentechniker bei Slayer.
Als Tom Araya älter wurde, begann er zu studieren, um Therapeut zu werden. 1982 trat er Slayer bei. Araya traf seine heutige Frau auf einem Auftritt, hat mit ihr zwei Kinder und lebt in Buffalo, Texas.

## Equipment
Araya ist Endorser für ESP-Bässe und Ampeg SVT-Verstärker und -Boxen. ESP stellt auch ein Signature-Modell seines Basses mit aktiven EMG-Tonabnehmern her, das zusätzlich auch in der günstigeren LTD-Serie vertrieben wird.

## Stil

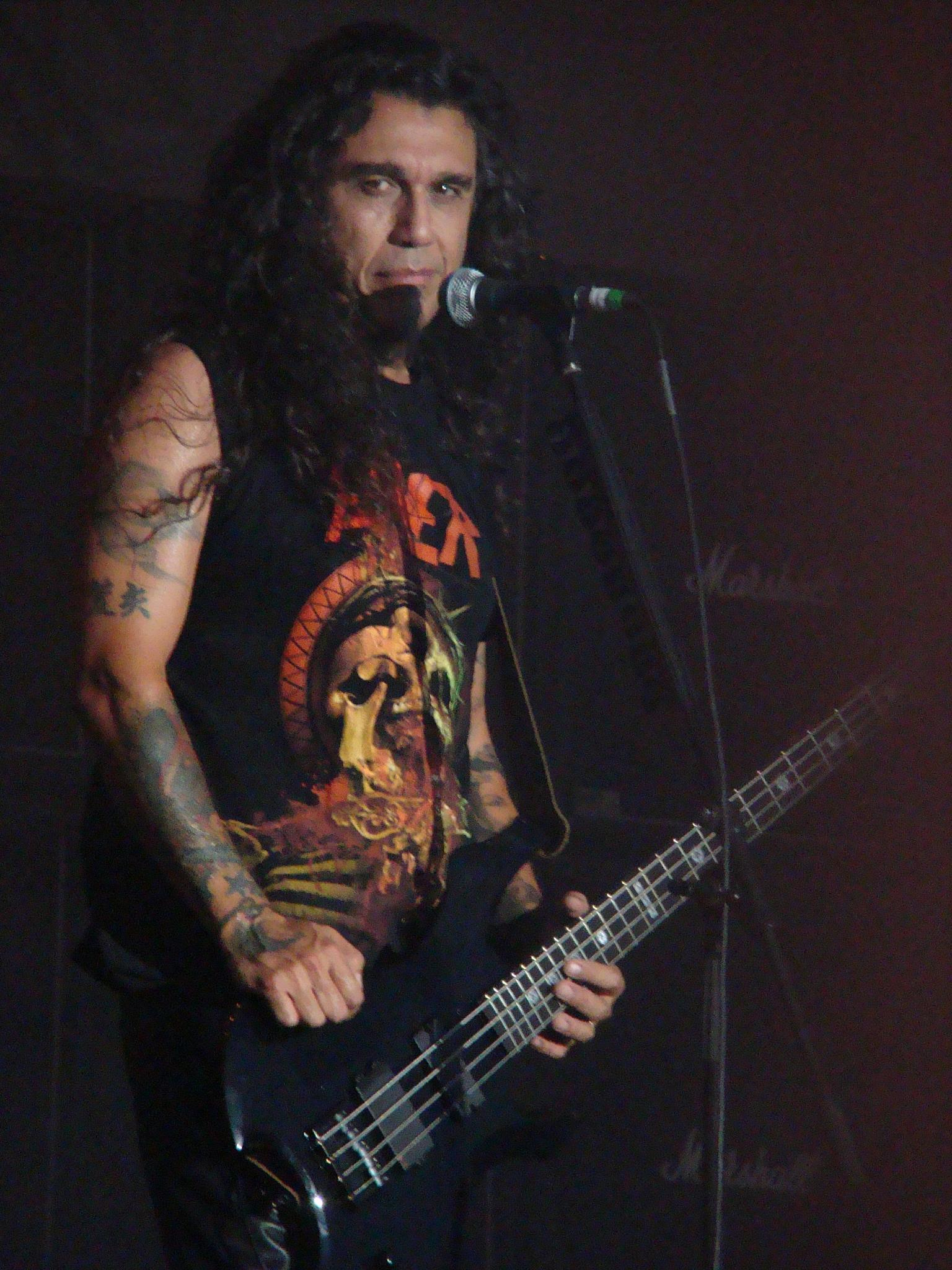
Tom Araya (2008)

Die satanistischen Einflüsse auf den ersten Alben von Slayer stammen von den Gitarristen Jeff Hanneman und Kerry King. Ab dem Album South of Heaven begann auch Araya, Texte zu schreiben. Diese handeln häufig von menschlichen Abgründen, zum Beispiel der Hölle auf Erden (South of Heaven), der Abtreibung (Silent Scream), der Sinnlosigkeit von Kriegen, dargestellt aus der Sicht einfacher Soldaten (Mandatory Suicide, 1988, oder War Ensemble, das beim internen Radiosender der US-Truppen in Irak und Kuwait während des Golfkrieges Anfang 1991 von den Zuhörern [sprich: Soldaten] zum beliebtesten Song gewählt wurde), sowie zuweilen auch von Serienmördern wie Ed Gein (Dead Skin Mask) oder Jeffrey Dahmer (213, auf dem Album Divine Intervention, 1994).
Im krassen Gegensatz zu den Texten seiner Band steht Arayas Bekenntnis zum katholischen Glauben. Er erklärte, mit einigen der Texte seines Bandkollegen King zwar nicht konform zu gehen, sie aber dennoch mit Leidenschaft umsetzen zu können und seinen Glauben durch sie nicht gefährdet zu sehen. Trotz seines Bekenntnisses zum Katholizismus zeigt er sich jedoch mit zahlreichen Punkten des kirchlichen Lebens nicht einverstanden. Für ihn gibt es „ein einziges göttliches Gesetz“, die goldene Regel, die er als „Essenz der Zehn Gebote, die Moses von Gott erhalten hat“, bezeichnet.
An seinem Gesangsstil ist auffällig, dass er Text ungewöhnlich schnell wiedergeben kann, wobei er Silben teilweise verschluckt. Beispiele dafür sind das Lied Reborn (auf Reign in Blood, 1986) und das Titelstück des '85er-Slayer-Albums Hell Awaits. Tom Arayas Gesangstechnik basiert häufig stark auf dem textbetonten Sprechgesang (Rezitativ), das zuweilen in ein geradezu animalisches Schreien ausartet.